# Gornik (veter)
Gornik je padajoči veter z gora ali planin v doline in se pojavlja v nočnih in deloma v jutranjih urah, izjemoma tudi čez dan.